# Теорије завере у арапском свету
Према појединим изворима, теорије завере су преовлађујућа карактеристика арапске културе и политике, према раду из 1994. у часопису Политичка психологија. Проф. Метју Греј пише да су они „честа и популарна појава“. „Конспирацизам је важан феномен у разумевању арапске блискоисточне политике...“ Варијанте укључују завере које укључују западни колонијализам, исламски антисемитизам, антиционизам, суперсиле, нафту и рат против тероризма, који се у арапским медијима често назива „ ратом против ислама“. Роџер Коен теоретише да је популарност теорија завере у арапском свету „крајње уточиште немоћних“, а Ал-Мумин Саид је приметио опасност таквих теорија у томе што нас „удаљавају не само од истине, већ и од суочавања са нашим грешкама и проблемима...“ Ширење антисемитског и антиционистичког завере у арапском свету и на Блиском истоку доживело је изузетну пролиферацију од почетка ере интернета.
Греј истиче да стварне завере као што је завера из 1956. за преузимање контроле над Суецким каналом подстичу спекулације и стварање замишљених завера. Након Шестодневног рата 1967. који је резултирао одлучујућим арапским поразом, теорије завере су почеле да добијају на снази у арапском свету. Израел и Сједињене Државе доживљавали су рат као заверу — или његову супротност: совјетску заверу да Египат доведе у совјетску сферу утицаја. Томас Фридман примећује бројне теорије завере у вези са либанским грађанским ратом. Оне су „обично биле најневероватније теорије завере које се могу замислити... Израелци, Сиријци, Американци, Совјети или Хенри Кисинџер — било ко осим Либанаца — у најсложенијим заверама намерава да поремети природно мирну државу Либан.“

## Јеврејске завере
Лига за борбу против клевете наводи завере о Јеврејима и ционистима, укључујући ширење отрова (јан 1995, Ал-Ахрам ), ширење сиде (Ал-Схааб), крвне ритуале (јун 1995, Ал-Ахрам), вођење међународне завере против ислама (март 1995, Ал-Ахрам), и да је Холокауст мит (дец 1995 – фебруар 1996, Egyptian Gazette).
Теорије завере сматрају да су Јевреји одговорни за убиство америчких председника Абрахама Линколна и Џона Ф. Кенедија и изазивање Француске и Руске револуције. Ционисти се виде као претња свету. Широко распрострањена теорија завере након напада 11. септембра окривила је Израел и Мосад за нападе.
Протоколи сионских мудраца, злогласни документ превара за који се тврди да је јеврејски план за светску доминацију, обично се чита и промовише у муслиманском свету.
Теоретичари завере у арапском свету тврде да је вођа ИСИЛ-а Ебу Бекр ал-Багдади у ствари био агент и глумац израелског Мосада по имену Сајмон Елиот. Гласине тврде да документи НСА које је процурио Едвард Сноуден откривају ову везу. Сноуденов адвокат је ту причу назвао "преваром".
Почетком 2020. године, према извештајима Блискоисточног института за истраживање медија (МЕМРИ), било је бројних извештаја у арапској штампи који су оптуживали САД и Израел да стоје иза стварања и ширења смртоносне пандемије КОВИД-19 као дела економске кризе и психолошки рат против Кине. У једном извештају у саудијским дневним новинама Ал-Ватан тврди се да није случајно што је корона вирус одсутан у САД и Израелу, упркос томе што су САД имале најмање 12 потврђених случајева. САД и Израел су такође оптужени за стварање и ширење других болести, укључујући еболу, зика, САРС, птичији и свињски грип, путем антракса и крављег лудила.

### Теорије завере са животињама
Теорије завере у вези са животињама које укључују Израел су истакнуте, у којима се наводи да Израел користи животиње за напад на цивиле или за шпијунажу. Ове завере се често наводе као доказ ционистичке или израелске завере. Примери укључују нападе ајкула у Египту у децембру 2010. и хватање белоглавог супа у Саудијској Арабији 2011. који је носио сателитски уређај за праћење означен са Израелом.
Пишући у Тајмсу, Џејмс Хидер је повезао одговоре на инцидент са ајкулама са реакцијама на инцидент са лешинарима и приписао је реакције у арапским земљама „параноји међу непријатељима Израела и његовим номиналним пријатељима”, додајући да су „докази да Мосад користи животиње оскудни."
Гил Јарон је написао у Торонто Стару да „многе животиње несумњиво служе у израелској војсци и безбедносним службама: пси њуше бомбе, а алпака помажу планинарима да носе свој терет. [...] Али приче о употреби ајкула, птица, глодара или, како се такође тврди, инсеката у служби војске више су плод маште него чврсте чињенице.“

## Америчке завере
После председничких избора у Египту 2012. године, једна египатска телевизијска станица навела је да су влада Сједињених Држава и владајући војни савет Египта намештали изборе у корист кандидата Муслиманске браће Мохамеда Морсија. Сматрало се да је та теорија подстакла напад парадајза и ципела 15. јула 2012. од стране демонстраната египатских Копта на колону гостујућег америчког државног секретара. Широко распрострањено гледиште да је Америка у завери да подржи Морсија навело је председника Барака Обаму да примети да има много теорија завере и наводне подршке САД за и против Морсија. Успон Исламске државе довео је до теорија завере да су је створиле САД, ЦИА, Мосад или Хилари Клинтон. Исто се догодило и након успона Боко Харама.
У коментару Данијел Пајпс оптужио је истакнутог палестинског новинара Саида Абуриша да проблеме арапског света приписује „огромној британској и америчкој завери“. Рецензирајући Абурисово Брутално пријатељство: Запад и арапска елита, Пајпс је приметио да „ма колико чудна била, књига представља главну линију арапског размишљања“ и да се стога „не може тако лако одбацити“.
Теоретичари завере у арапском свету изнели су гласине да САД тајно стоје иза постојања и охрабривања Исламске државе Ирака и Леванта, као део покушаја даље дестабилизације Блиског истока. Након што су такве гласине постале широко распрострањене, америчка амбасада у Либану издала је званично саопштење у којем је демантовала наводе, називајући их потпуном измишљотином.

## Завера „Рат против ислама“.
„Рат против ислама“ или „Напад на ислам“, је наратив теорије завере у исламистичком дискурсу који описује наводну заверу да се науди, ослаби или уништи друштвени систем ислама, користећи војни, економски, друштвеним и културним средствима. Починиоци завере су наводно немуслимани, посебно западни свет и „лажни муслимани“, наводно у дослуху са политичким актерима у западном свету. Док савремени наратив теорије завере о „Рату против ислама“ углавном покрива општа питања друштвених трансформација у модернизацији и секуларизацији, као и општа питања међународне политике моћи међу модерним државама, крсташки ратови се често приповедају као његова наводна полазна тачка.

## Друге завере
Након пада Морсија, ксенофобичне теорије завере су издвојиле Палестинце и сиријске избеглице као део завере да се Муслиманско братство врати на власт. Морсијеве присталице издвајају Саудијце и Емираћене као део контра завере.
Уобичајена теорија завере је о брендовима безалкохолних пића Кока-Кола и Пепси, да пића намерно садрже свињетину и алкохол и да њихова имена носе про-израелске и антиисламске поруке.